# Nederlandse Arbeidsdienst

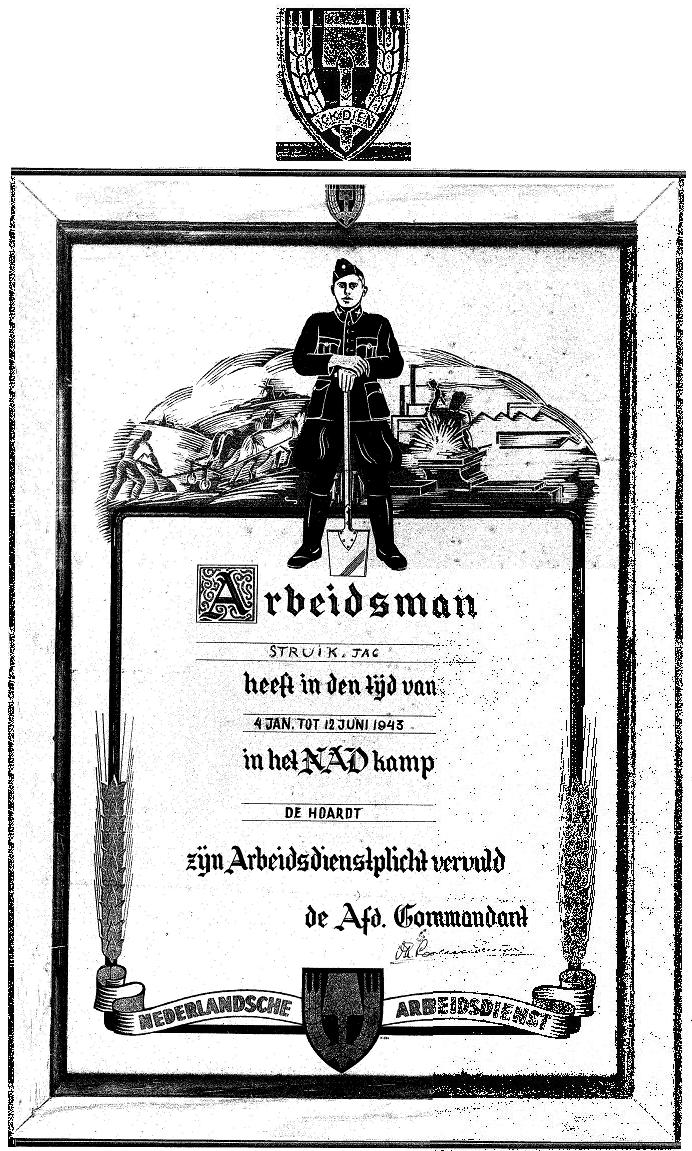
Getuigschrift van vervulling van de arbeidsdienstplicht uit 1943

De Nederlandse Arbeidsdienst (NAD) (of - in de spelling van die tijd - Nederlandsche Arbeidsdienst) was een eerst vrijwillige en later verplichte werkinzetdienst (Arbeitseinsatz) voor mannen en vrouwen in Nederland tijdens de Duitse bezetting van Nederland in de Tweede Wereldoorlog.

## Belangen
Op 27 juni 1940 richtte Seyss-Inquart namens Nederland de Nederlandse Opbouwdienst op. Dit was een overgangsorganisatie ter ontmanteling van het Nederlandse leger. Zij moest verdere stijging van het werkloosheidspercentage ten gevolge van ontslagen binnen defensie voorkomen. Dit beleid was een voortzetting van het eerdere arbeidsverschaffingsbeleid. De Opbouwdienst was politiek neutraal. Het was verboden om tijdens de diensttijd lid te zijn van een politieke partij. In dezelfde periode speelden ook de belangen van de bezetter een rol. Deze wilde een arbeidsbemiddelingsbureau voor diensten in Duitsland opzetten. Als motief voor het oprichten van de NAD gebruikte de bezetter de noodzaak van het herstel van de oorlogsschade in Nederland. Het was een verhaal dat niet door de illegale Nederlandse pers werd geloofd. Als NAD vloeiden op 15 oktober 1940 beide initiatieven in elkaar. Het motto van de NAD was: "Ick Dien".

## Dienstplicht

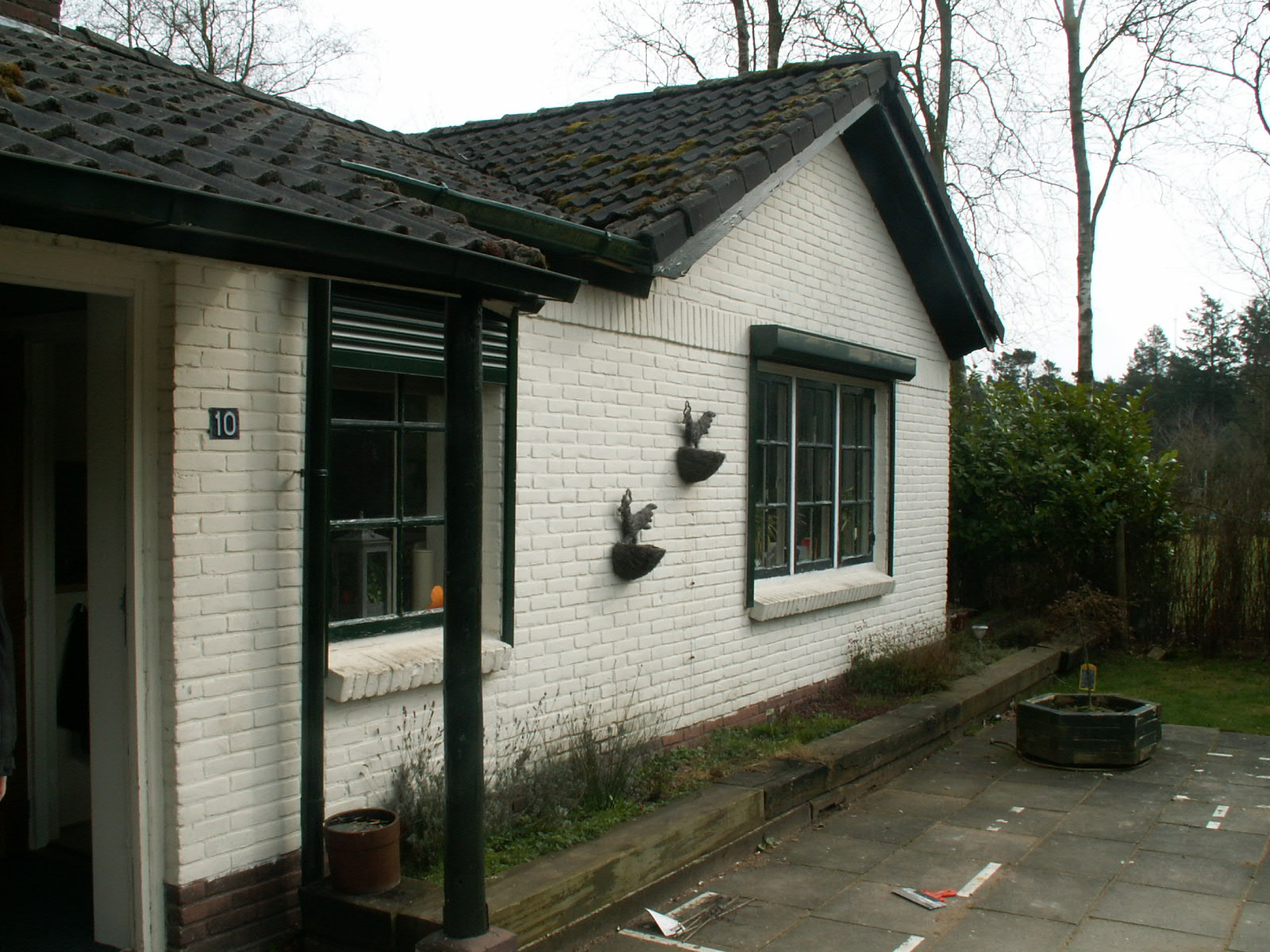
Gebouw in voormalig NAD-kamp Diever B

Toetreden tot de Nederlandse Arbeidsdienst was in aanvang op vrijwillige basis. Een toegetredene werd arbeidsman genoemd. Het was een aantrekkelijke regeling ter voorkoming van werkloosheid voor de 55.000 Nederlandse militairen. Deze werden opgeleid tot kader. Verder stonden de vrijwilligers niet in de rij. Per circulaire waren de Nederlanders in december 1940 opgeroepen om zich bij een van de 1024 aanmeldbureaus van de NAD als vrijwilliger aan te melden. Weinigen maakten van deze oproep gebruik. Er reageerden meer vrouwen dan mannen. Op 1 januari 1942 werd voor iedere Nederlander die in dat jaar 18 jaren werd en op het einde van dat jaar nog geen 23 was, de ongewapende dienstplicht ingevoerd, zowel voor mannen als voor vrouwen. In 1943 werd wat de mannen betreft ook daadwerkelijk de hele lichting van dat jaar opgeroepen. Vrouwen werden in de buurt van hun woonplaats aan het werk gezet en gingen bijvoorbeeld aardappels schillen voor de kazerne. Voor mannen werden ver van hun woonplaats kampen gebouwd. Zij werkten bij het aanleggen van wegen en kanalen en in de landbouw. De dienstplicht duurde een half jaar. Ook leerden de mannen exerceren met een schop aan de schouder. De training in de Nederlandse Arbeidsdienst was uiteindelijk erop gericht om de mannen op te leiden voor het graven van tankvallen en loopgraven aan het oostfront. Aan het einde van de dienstplicht werd de mannen een contract voorgehouden voor deze werkzaamheden. Bijna iedereen weigerde om te tekenen. Na enige rake klappen te hebben geïncasseerd kon de weigeraar huiswaarts gaan. De kampen werden aangestuurd vanuit Amersfoort.

## 'Koenraad van den Arbeidsdienst'
In de propaganda van de NAD werd een soort mythologisch figuur opgevoerd die Koenraad heette. Deze stond model voor de NAD. Hij werd neergezet als een 'echte' Hollandsche jongen: rechtschapen, welopgevoed, dapper en bereid om te werken. Er verschenen aanplakbiljetten waarop Koenraad met een schop op de schouder figureerde. Zijn goede opvoeding sprak uit afbeeldingen, geplaatst in dagbladen; daarbij stond hij onder andere zijn plaats in de tram af aan een staande dame. Zijn rechtschapenheid sprak uit een reprimande, bedoeld voor een ondeugende jongen die een hond plaagde. Was op zich de presentatie van zo'n dergelijke brave hendrik voor de doorsnee Nederlander al ergerniswekkend: komend uit de koker van de bezetter was het voor hem/haar zelfs stuitend. De propaganda werkte dan ook averechts; Koenraad werd al snel Dollefie Sallefie genoemd. en verdween al na korte tijd.

## Inrichting kamp

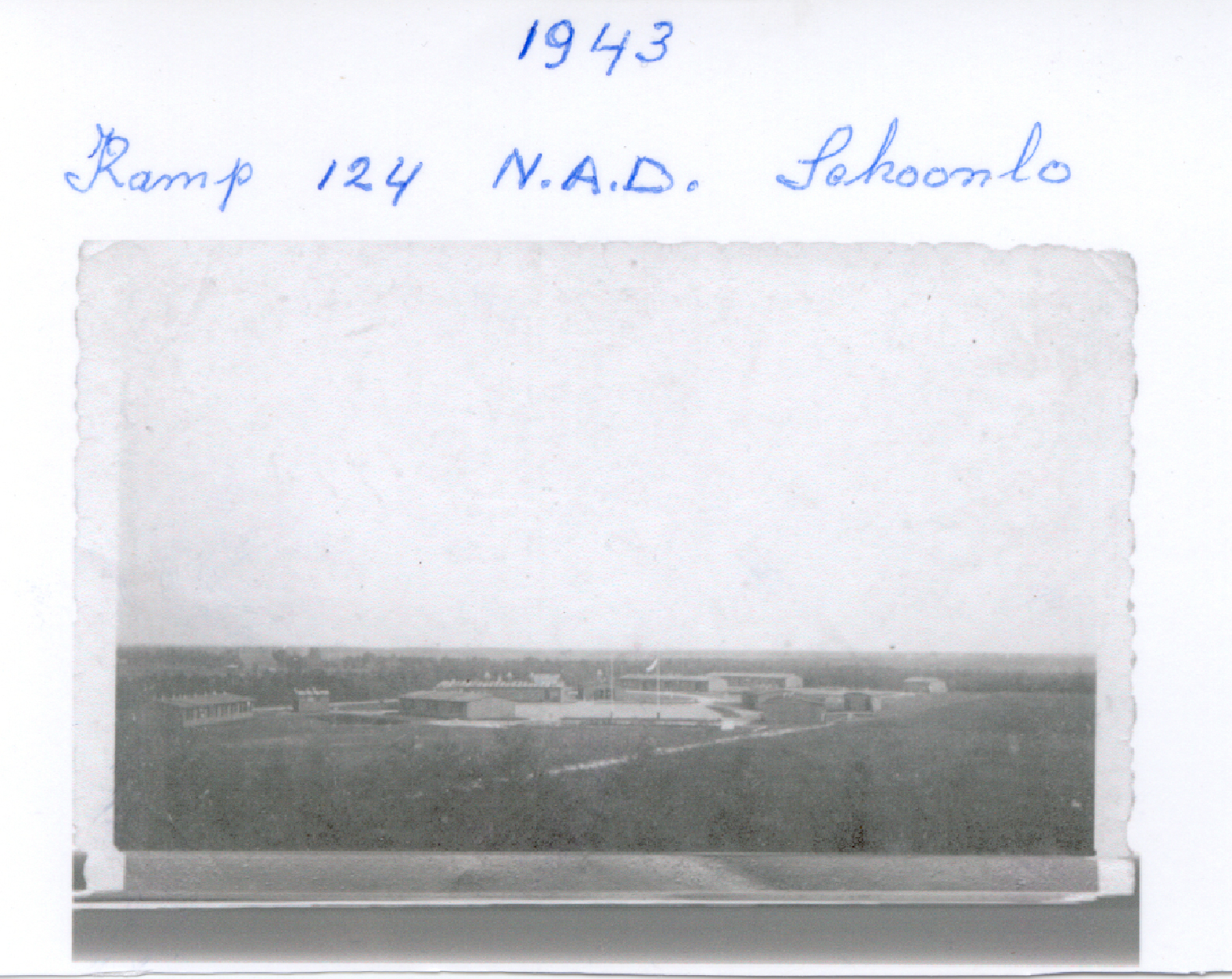
Luchtfoto kamp Schoonlo

Een standaard NAD-kamp had vier woonbarakken rond een appelplaats. Deze woonbarakken hadden elk drie kamers voor zestien personen. Zo’n groep van zestien personen werd een ploeg genoemd. De achtenveertig inwoners van een woonbarak vormden een groep. En alle vier de woonbarakken bij elkaar werden de afdeling genoemd. De leiding bestond uit twaalf ploegcommandanten, vier groepscommandanten en een afdelingscommandant. Deze waren apart van de manschappen gehuisvest of ingekwartierd in een naburig dorp. Naast de woonbarakken was er meestal een keuken- annex kantinebarak, een fietsenbarak, een werkplaats en een stalbarak. Alle voorzieningen waren gebouwd van geïmporteerd larikshout of douglas. De kolenberging was van steen en met pannen gedekt.

## Leiding
General Arbeitsführer Walter Bethmann van de Reichsarbeitsdienst was gedurende de hele oorlog hoofd van de NAD-kampen. De Nederlander majoor Jaap Breunese was in het begin waarnemend commandant. Hij had bekendheid als marsleider van de Nijmeegse Vierdaagse en was daarvoor commandant van de Nederlandse Opbouwdienst. Op 1 augustus 1941 nam hij ontslag; hij verzette zich tegen de invoering van de Hitlergroet in de NAD-kampen. Zijn opvolger was luitenant-kolonel Lodewijk Alexander Cornelis de Bock. De kampen liepen op 5 september 1944 (Dolle dinsdag) leeg. Aan het einde van die dag waren nagenoeg alle arbeidsmannen verdwenen, van het kader was nog 25 procent aanwezig. Op 6 september werd De Bock door Bethmann afgezet. Op 10 september 1944 werd de NAD opgeheven. Hiervoor waren velen die nog hun dienstplicht uitzaten en velen die nog werkten als leidinggevenden van de dienst verplicht voor allerlei werk voor de Wehrmacht ingezet. De laatst actieve hoofd-arbeidsleider was de NSB'er W.A. Almekinders.

## Lijst van kampen[5]
| Naam                                                 | Nummer  | Plaats                  | Provincie     |
| ---------------------------------------------------- | ------- | ----------------------- | ------------- |
| Kamp Almere                                          |         | Huizen                  | Noord-Holland |
| Kamp Altweerterheide                                 | NAD 425 | Weert                   | Limburg       |
| Kamp Amerongen                                       | NAD 315 | Amerongen               | Utrecht       |
| Kamp Ampsen (Laren)                                  | NAD 321 | Ampsen                  | Gelderland    |
| Kamp Appelsga                                        | NAD 122 | Ooststellingwerf        | Friesland     |
| Kamp Arcen (Marnix van St. Aldegonde)                | NAD 334 | Arcen                   | Limburg       |
| Kamp Baarn                                           | NAD 311 | Baarn                   | Utrecht       |
| Kamp Beekvliet                                       |         | Sint Michielsgestel     | Noord-Brabant |
| Kamp Beugelen                                        | NAD 222 | Staphorst               | Overijssel    |
| Kamp Bergentheim                                     | NAD 233 | Hardenberg              | Overijssel    |
| Kamp Bergen                                          | NAD 332 | Bergen                  | Limburg       |
| Kamp Borger                                          | NAD 133 | Borger-Odoorn           | Drenthe       |
| Kamp De Bruine Enk (Hullerweg)                       | NAD 225 | Nunspeet                | Gelderland    |
| Kamp De Pieterberg                                   | NAD 125 | Westerbork              | Drenthe       |
| Kamp De Roode Braak                                  | NAD 422 | Vreekwijk (bij Deurne)  | Noord-Brabant |
| Kamp De Valk                                         | NAD 424 | Valkenswaard            | Noord-Brabant |
| Kamp De Wallen (Tungebrog)                           | NAD 426 | Tungelroy               | Limburg       |
| Kamp De Wasberg                                      | NAD 421 | Deurne                  | Noord-Brabant |
| Kamp Diever (De Hoardt)                              | NAD 214 | Geeuwenbrug             | Drenthe       |
| Kamp Dobbendal                                       | NAD 131 | Gasselte                | Drenthe       |
| Kamp Donkerbroek (Us Hiem, Willem Barendsz)          | NAD 115 | Donkerbroek             | Friesland     |
| Kamp Eerde                                           | NAD 223 | Eerde                   | Overijssel    |
| Kamp Endepoel (Albrecht Rodenbach)                   | NAD 414 | Merselo                 | Limburg       |
| Kamp Gramsbergen                                     | NAD 231 | Gramsbergen             | Overijssel    |
| Kamp Heitraksgoor                                    | NAD 423 | Liessel (bij Deurne)    | Noord-Brabant |
| Kamp Hemrik Noord (Werk Zathe)                       | NAD 114 | Hemrik                  | Friesland     |
| Kamp Hemrik Zuid (Poostweg)                          | NAD 113 | Hemrik (Sparjebird)     | Friesland     |
| Kamp Het Ronde Huis (Eperweg)                        | NAD 226 | Nunspeet                | Gelderland    |
| Kamp Hilvarenbeek                                    | NAD 433 | Hilvarenbeek            | Noord-Brabant |
| Kamp Hooghalen                                       | NAD 123 | Hooghalen               | Drenthe       |
| Kamp Kloosterhaar                                    |         | Kloosterhaar            | Overijssel    |
| Kamp Mookerheide (Mookerheid of Lodewijk van Nassau) | NAD 331 | Mook                    | Limburg       |
| Kamp Nuis                                            | NAD 111 | Nuis                    | Groningen     |
| Kamp Odoorn                                          | NAD 135 | Borger-Odoorn           | Drenthe       |
| Kamp Overbroek                                       |         | Kesteren                | Gelderland    |
| Kamp Overloon-Smakt                                  | NAD 411 | Overloon                | Noord-Brabant |
| Kamp Overloon-Zuid                                   | NAD 412 | Overloon                | Noord-Brabant |
| Kamp President Steyn                                 | NAD 236 | Holten                  | Overijssel    |
| Kamp Rhenen                                          | NAD 317 | Rhenen                  | Utrecht       |
| Werkkamp Roden                                       |         | Roderesch               | Drenthe       |
| Kamp Roggel                                          | NAD 415 | Roggel                  | Limburg       |
| Kamp Schoonloo (Kamp Elp)                            | NAD 124 | Schoonloo               | Drenthe       |
| Kamp Sellingen (Slangenborg)                         | NAD 132 | Slangenborg             | Groningen     |
| Kamp Steenwijk (Lakeweg)                             | NAD 215 | Eese                    | Overijssel    |
| Kamp Ten Arlo (Witte Corneliszn De With)             | NAD 221 | Ten Arlo                | Drenthe       |
| Kamp Ter Apel (Johan Maetsuycker)                    | NAD 134 | Barnflair               | Groningen     |
| Kamp Tilburg                                         | NAD 432 |                         | Noord-Brabant |
| Kamp De Vecht                                        | NAD 224 | Dalfsen                 | Overijssel    |
| Kamp Vierhouten (De Vosseberg)                       |         | Vierhouten              | Gelderland    |
| Kamp Vlakwater                                       | NAD 413 | Venray                  | Limburg       |
| Kamp Vledder                                         |         | Vledder                 | Drenthe       |
| Kamp Vries                                           |         |                         | Drenthe       |
| Kamp Waterloo I                                      | NAD 312 | Leusden                 | Utrecht       |
| Kamp Waterloo II                                     | NAD 313 | Leusden                 | Utrecht       |
| Kamp Wierden I                                       | NAD 234 | Wierden                 | Overijssel    |
| Kamp Wierden II                                      | NAD 235 | Wierden                 | Overijssel    |
| Kamp Vosseveld (Kloetenseweg)                        | NAD 324 | Winterswijk             | Gelderland    |
| Kamp Wolvega                                         | NAD 213 | Wolvega                 | Friesland     |
| Kamp Workum (It Romme Fjild)                         | NAD 211 | Workum                  | Friesland     |
| Kamp Zweeloo                                         | NAD 126 | Zweeloo                 | Drenthe       |
| Kamp Den Bosch                                       |         | Den Bosch               | Noord-Brabant |
| Kamp Deventer                                        |         | Deventer                | Overijssel    |
| Kamp Diemen                                          |         | Diemen                  | Noord-Holland |
| Kamp Diepenheim                                      |         | Diepenheim              | Overijssel    |
| Kamp Diessen                                         |         | Diessen                 | Noord-Brabant |
| Kamp Doesburg                                        |         | Doesburg                | Gelderland    |
| Kamp Doorn                                           | NAD 314 | Doorn                   | Utrecht       |
| Kamp Driebergen                                      |         | Driebergen              | Utrecht       |
| Kamp Ede                                             |         | Ede                     | Gelderland    |
| Kamp Eibergen                                        | NAD 323 | Eibergen                | Gelderland    |
| Kamp Eindhoven                                       |         | Eindhoven               | Noord-Brabant |
| Kamp Elden                                           |         | Elden (bij Arhnem)      | Gelderland    |
| Kamp Elst                                            | NAD 316 | Elst (bij Rhenen)       | Utrecht       |
| Kamp Etten-Leur                                      |         | Etten-Leur              | Noord-Brabant |
| Kamp Fochteloo                                       | NAD 121 | Fochteloo               | Friesland     |
| Kamp Gaasterland                                     | NAD 212 | Gaasterland             | Friesland     |
| Kamp Geleen                                          |         | Geleen                  | Limburg       |
| Kamp Gennep                                          |         | Gennep                  | Limburg       |
| Kamp Goirle                                          |         | Goirle                  | Noord-Brabant |
| Kamp Havelte                                         |         | Havelte                 | Drenthe       |
| Kamp Heemse                                          | NAD 232 | Heemse (bij Hardenberg) | Overijssel    |
| Kamp Heerde                                          |         | Heerde                  | Gelderland    |
| Kamp Hees                                            |         | Hees (bij Nijmegen)     | Noord-Brabant |
| Kamp Helmond                                         |         | Helmond                 | Noord-Brabant |
| Kamp Hoenderloo                                      |         | Hoenderloo              | Gelderland    |
| Kamp Hulten                                          |         | Hulten (bij Tilburg)    | Noord-Brabant |
| Kamp Lage Mierde                                     | NAD 434 | Lage Mierde             | Noord-Brabant |
| Kamp Lemmer                                          |         | Lemmer                  | Friesland     |
| Kamp Lierop                                          |         | Lierop (bij Helmond)    | Noord-Brabant |
| Kamp Lochem                                          |         | Lochem                  | Gelderland    |
| Kamp Maartensdijk                                    |         | Maartensdijk            | Utrecht       |
| Kamp Maastricht                                      |         | Maastricht              | Limburg       |
| Kamp Marum                                           | NAD 112 | Marum                   | Groningen     |
| Kamp Meppel                                          |         | Meppel                  | Drenthe       |
| Kamp Milheeze                                        |         | Milheeze                | Noord-Brabant |
| Kamp Neede                                           | NAD 322 | Neede                   | Gelderland    |
| Kamp Nijmegen                                        |         | Nijmegen                | Gelderland    |
| Kamp Nistelrode                                      | NAD 431 | Nistelrode              | Noord-Brabant |
| Kamp Noordoostpolder                                 |         | Noordoostpolder         | Flevoland     |
| Kamp De Wiekslag                                     | NAD 333 | Well                    | Limburg       |